# قنصور بنفسجي الخطوط
قنصور بنفسجي الخطوط (الاسم العلمي:Colutea porphyrogramma) هو نوع من النباتات يتبع جنس القنصور من الفصيلة البقولية.